# Amalie Hagen
Amalie Hagen, född 1831, död 1892, var en dansk ballerina. 
Hon var engagerad vid Morskabstheatret, Kasinotheatret och Det Kongelige Teater 1847–1867. Hon tillhörde sin samtids mer uppmärksammade artister.  